# Sommerfest des Meininger Theaters

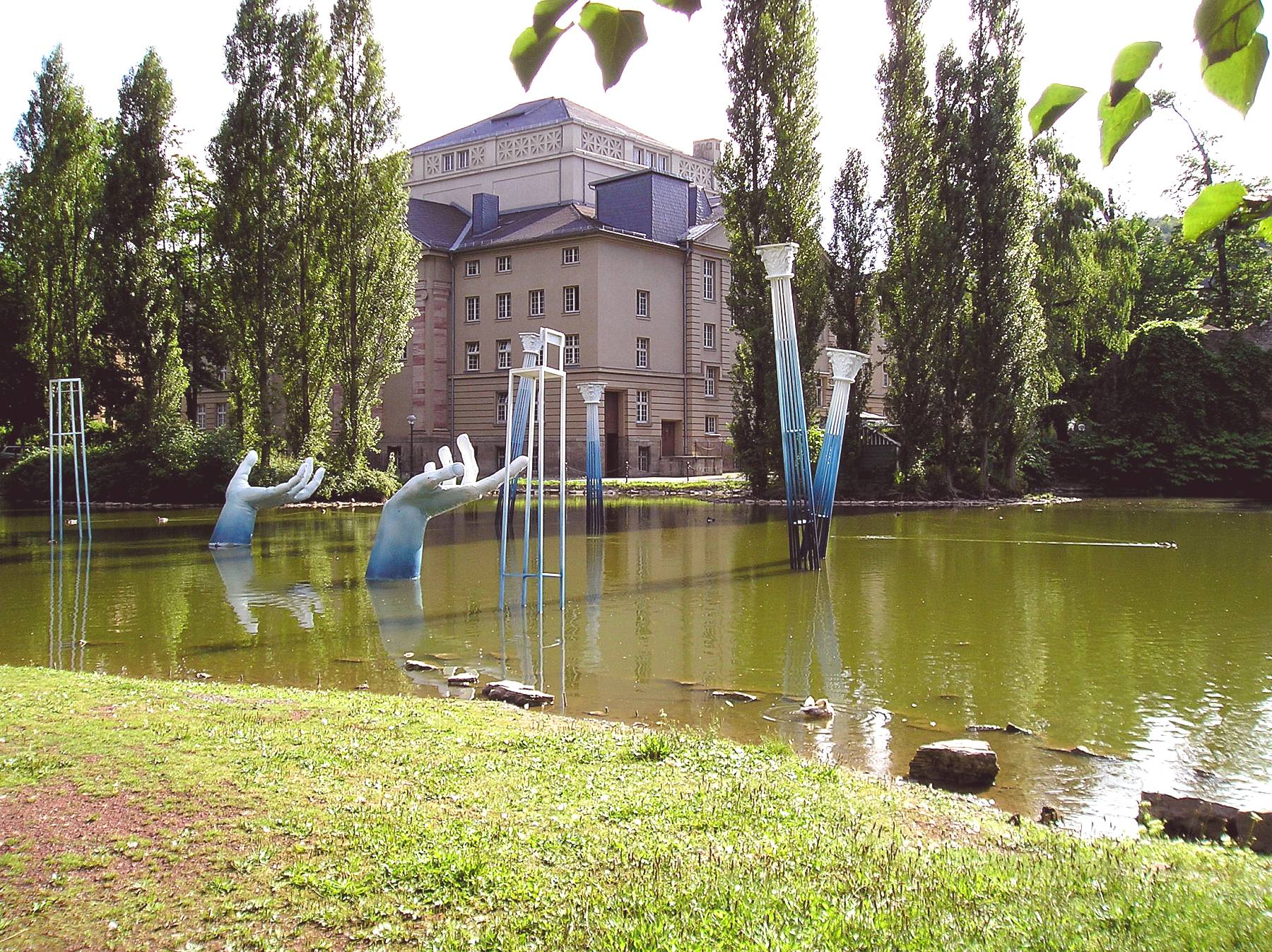
Theater und Großer Teich – Veranstaltungsorte des Festes

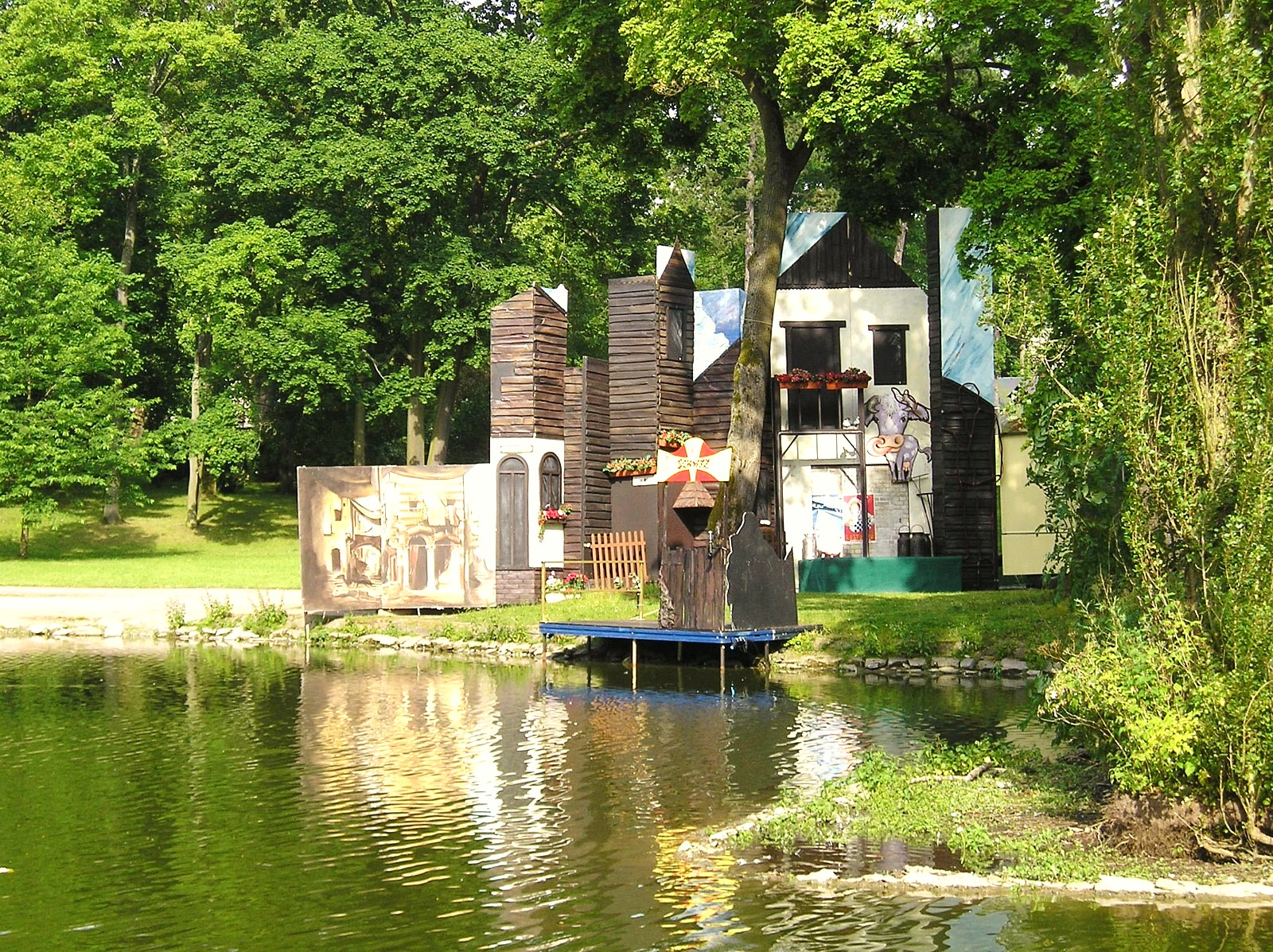
2009: Anlegestelle „Schwyz“ mit Gastwirtschaft am Großen Teich, für die Festgäste nur mit dem Boot zu erreichendes Ausflugsziel.

Das Sommerfest des Meininger Theaters ist eine kulturelle Veranstaltung, die alle zwei Jahre zum Abschluss der Theaterspielzeit Ende Juni oder Anfang Juli in der Theaterstadt Meiningen durchgeführt wird. Veranstalter des Events ist das Staatstheater Meiningen.
Das Sommerfest des Meininger Theaters gehört zu den größten regelmäßig durchgeführten Veranstaltungen seiner Art in Deutschland und ist ein Höhepunkt der Unterhaltung in der Region. Bis zu 4000 Besucher zieht das Open-Air-Fest durchschnittlich an. Neben den Meiningern kommen die Gäste aus Thüringen, Hessen und Bayern.

## Veranstaltung
Der Veranstaltungsort ist das Gelände um das Große Haus und Kulissenhaus des Theaters und ein umliegender, rund zwei Hektar großer Teil des Englischen Gartens. Der Große Teich und andere Parkanlagen werden bei den Spielen mit einbezogen. Unter wechselnden Slogans, die nach aktuellen herausragenden Inszenierungen oder Jubiläen ausgewählt werden, bieten auf mehreren Bühnen Mitglieder des Hauses und geladene Künstler ein Programm mit Theaterstücken, Konzerten, musikalischer Unterhaltung, Show und Artistik. Das Motto des Sommerfestes 2005 lautete beispielsweise „Meiningen-Beach“ und das Jahr 2008 stand unter dem Zeichen von „Neptun und Gefolge“. 2009 bezog sich das Thema auf das Schillerjahr und lautete „Schillernd! – Schweizer Nacht mit Tell“. Der Höhepunkt eines jeden Sommerfestes ist ein rund 15-minütiges thematisiertes Höhenfeuerwerk mit musikalischer Untermalung. Im Rahmen des Festes haben Festzelte, Cafés und Bars geöffnet, in denen mehrere Bands und Diskotheken musikalische Unterhaltung bieten.
Wegen der Rekonstruktion des Meininger Theaters 2010/11 musste das Sommerfest pausieren und fand erst 2013 unter dem Motto „Der wilde Osten“ mit Gaststar Karat wieder seine Fortsetzung. Das Sommerfest findet seit 2013 im Wechsel mit dem ebenfalls alle zwei Jahre durchgeführten Meininger Bühnenball statt, so mit den Mottos „Transsilvanische Nächte“ (2015), „Fiesta Latina“ (2017), „Walk of Fame“ (2019) und „Sommernachtstraum“ (2025).